# Лефран, Пьер
Пьер Абель Жорж Огюстен Лефран (фр. Pierre Abel Georges Augustin Lefranc; 23 января 1922, Париж — 7 января 2012, Париж) — французский политик-голлист, близкий соратник Шарля де Голля, один из ведущих «баронов голлизма». Участник антинацистского Сопротивления и антикоммунистического противостояния. Активист Объединения французского народа, начальник кабинета де Голля, президент Общества финансирования радиовещания. Основатель Национальной ассоциации поддержки действий генерала де Голля и Комитетов защиты республики, один из руководителей голлистского противодействия движениям «Красного мая». После смерти де Голля критиковал его преемников за отход от принципов генерала, считался «ортодоксальным хранителем памяти де Голля и ценностей голлизма». Известен также как писатель.

## В Сопротивлении
Происходил из парижской буржуазной интеллигенции. Его отец Жан-Абель Лефран был генеральным секретарём франко-румынской авианавигационной компании, дед Абель Лефран — учёным-литературоведом, членом Академии надписей и изящной словесности. Пьер Лефран воспитывался в атмосфере французского патриотизма. Окончил Лицей Людовика Великого, затем изучал право в Свободной школе политических наук.
При нападении нацистской Германии на Францию в 1940 Пьер Лефран откликнулся на призыв к Сопротивлению, прозвучавший в речи Шарля де Голля. 11 ноября 1940 вышел на демонстрацию против оккупантов. Был ранен взрывом гранаты, арестован и заключён в тюрьму Санте. Через полгода освободился, начал формировать ячейки Сопротивления. Пробирался через франкистскую Испанию в Гибралтар, чтобы присоединиться к Сражающейся Франции. Был арестован гражданской гвардией, несколько месяцев провёл в испанской тюрьме.
В 1943 через Марокко Пьер Лефран добрался до Лондона и встретился с генералом де Голлем. На всю жизнь Пьер Лефран запомнил слова генерала: «Вам потребовалось много времени, чтобы прийти! Нам многое предстоит сделать». Впоследствии он не раз говорил, что для него и его единомышленников имя де Голля являлось синонимом свободы и чести. Беззаветно-фанатичная верность де Голлю отличала Лефрана всю жизнь.
Пьер Лефран прошёл военное обучение в Сен-Сире. Служил в Центральном бюро разведки и действия, занимался оперативной координацией групп Сопротивления. В августе 1944 Пьер Лефран десантировался во Францию в звании второго лейтенанта. Участвовал в боях с оккупантами. Затем вернулся в Лондон, работал в политическом аппарате генерала Жана де Латра де Тассиньи. Был удостоен нескольких военных наград.

## В голлистской политике
После окончания Второй мировой войны Пьер Лефран служил в министерстве экономики, потом занимался частным страховым бизнесом. Оставался активным сторонником де Голля, состоял в голлистской партии Объединение французского народа (RPF). Занимал пост секретаря RPF по молодёжи и студенчеству. Был избран в муниципальный совет Брив-ла-Гайарда.
Пьер Лефран тесно общался с де Голлем после его отставки, выступал за возвращение генерала к государственной власти. Период 1951—1958 де Голль называл «переходом через пустыню» и очень ценил тех, кто оставался рядом в те годы. Ален Пейрефит называл трёх человек, без которых генерал не мог тогда обходиться: Жак Фоккар, Оливье Гишар, Пьер Лефран.
В 1958, когда Шарль де Голль снова стал главой государства, Пьер Лефран создал Национальную ассоциацию поддержки действий генерала де Голля (AN). Стоял на позициях голлистского национал-консерватизма и антикоммунизма. Был назначен начальником кабинета (канцелярии) де Голля, затем президентским советником. Ален Пейрефит отмечал, что Лефран отлично умел оформлять мысли де Голля в публичные заявления. С 1963 в течение двух лет Лефран был префектом департамента Эндр — именно того, куда сбрасывался с парашютом в 1944.
В 1965 Пьер Лефран руководил предвыборной кампанией де Голля и возглавил Общество финансирования радиовещания (SOFIRAD). Принадлежал к ведущим «баронам голлизма» — ближайшему окружению президента де Голля — наряду с Жаком Фоккаром, Мишелем Дебре, Оливье Гишаром, Роже Фреем, Жаком Шабан-Дельмасом. Отмечалась конкуренция Лефрана с Фоккаром за близость к генералу.
Пьер Лефран играл важную роль в противостоянии «Красного мая» 1968. AN активно выступала на стороне де Голля, против ультралевых протестов, вела энергичную антикоммунистическую агитацию. Лефран инициировал создание Комитетов защиты республики (CDR). Публичным лицом CDR являлся молодой политик Жак Годфрен, но организационную часть курировал опытный Лефран. Он организовал встречу лидеров голлистских движений, на которой была выработана схема координации действий. Как руководитель SOFIRAD он жёстко ограничил технические возможности передачи журналистской информации из Латинского квартала — «не тиражировать призывы к беспорядкам».
30 мая 1968 Лефран стал одним из организаторов массовой демонстрации сторонников де Голля, переломившей события в пользу правых сил. Шёл на демонстрации в первом ряду между Мишелем Дебре и Андре Мальро. Роль Лефрана в этой акции была столь значительна, что после завершения Мальро иронично сказал ему: «Теперь можешь порыбачить».
Шарль де Голль подал в отставку в 1969. Пьер Лефран сохранил c ним близкие личные отношения, помогал в бытовых вопросах. В ноябре 1970 Лефран одним из первых узнал от Филиппа де Голля-младшего о кончине генерала. Именно он проинформировал президента Жоржа Помпиду и премьер-министра Жака Шабан-Дельмаса.
Вместе с Андре Мальро и Пьером Мессмером Пьер Лефран учредил Институт Шарля де Голля, впоследствии Фонд Шарля де Голля. В 1973 Институт получил помещение на улице Сольферино, 5, где ранее располагалась штаб-квартира SAC. В этом «выселении» отразилась прежняя конкуренция Лефрана с Фоккаром.

## После генерала
В 1973 Пьер Лефран сложил полномочия президента SOFIRAD. С большинством «баронов голлизма» у Лефрана сложились конфликтные отношения. Он осудил согласие президента Помпиду на вступление Великобритании в ЕЭС, против чего выступал де Голль, и планы сократить конституционный срок президентства. Лефран считал, что преемники де Голля не смогли сохранить первозданную суть голлизма, особенно в части государственного суверенитета и национального величия.
Французский национализм во взглядах Лефрана сочетался с евроскептицизмом и антиамериканизмом. С этих позиций он резко критиковал Жака Ширака, признавшего французскую долю ответственности за нацистские преследования евреев. Это шло вразрез с голлистским непризнанием режима Виши как формы французской государственности. Но одну заслугу Лефран усматривал и в деятельности Ширака: удержание Франции от участия в Иракской войне. Николя Саркози подвергался критике Лефрана за «капитуляцию перед американским империализмом», возвращение в военную организацию НАТО, присоединение к Лиссабонскому договору.
До конца жизни Пьер Лефран продолжал возглавлять AN, издавал ежемесячник L’Appel — «для убеждённых голлистов». Участвовал в мероприятиях Института высших исследований национальной обороны. К партиям он не присоединялся, но политически сблизился с социальным голлистом Николя Дюпон-Эньяном. На президентских выборах 2002 призвал единомышленников голосовать за Жана-Пьера Шевенмана. Много лет Шевенман был известен как левый политик, но, по мнению Лефрана, он твёрже других отстаивал принципы республики и суверенитета в понимании де Голля.
В 2008 голлист Пьер Лефран — вместе с социалистами Шевенманом и Сеголен Руайяль, либералом Франсуа Байру, националистом Дюпон-Эньяном — опубликовал в правом журнале Марианна Республиканский призыв — против «дрейфа к режиму личной власти, граничащему с выборной монархией». Конкретного имени названо не было, но по смыслу обращение касалось президента Саркози.
Пьер Лефран написал ряд работ о де Голле и голлизме в жанре исторических воспоминаний (некоторые тексты написаны в соавторстве с Пьером Мессмером, Ивом Гена, Шарлем Паскуа, другими известными голлистами). Несколько художественных романов опубликовал под псевдонимом Пьер Ламбаль. В 2006 удостоен литературной премии Сопротивления за мемуары D’une Resistance l’Autre 1940—1947.
Незадолго до кончины Пьер Лефран с глубокой горечью отмечал: исконный голлизм фактически перестал существовать, «от работы Шарля де Голля не осталось почти ничего». Он не признавал голлистского характера Объединения в поддержку республики и Союза за народное движение. Но Лефран считал это по-своему закономерным, поскольку «голлизм невозможен без де Голля» и мог существовать около трёх десятилетий — одно политическое поколение.

## Личность
Верность Пьера Лефрана генералу де Голлю и его наследию вошла в поговорку во французской политике. Лефрана называли «бескомпромиссным хранителем памяти де Голля и ценностей голлизма», «первым и последним настоящим голлистом», «защитником истинного лотарингского креста от легкомыслия Помпиду, Ширака и Саркози». Жёсткая последовательность Лефрана нередко расценивалась как догматизм; сам де Голль был более гибким политиком. Но даже критики Лефрана неизменно отдавали должное его мужеству, честности, патриотизму. Некоторые авторы указывали, что Лефран ставил на первое место идеал, а не результат — и поэтому не мог быть политиком.
Пьер Лефран был женат, имел двоих детей. Устойчиво держится версия, будто Лефран был внебрачным сыном де Голля. Тому способствовал особый характер отношений между ними, внешнее сходство, тяжёлая депрессия младшего после ухода старшего. Сам Лефран на такие слухи реагировал с юмором: «Это льстит моей матери, большей голлистке, чем я».
Скончался Пьер Лефран в госпитале Валь-де-Грас незадолго до своего 90-летия. С памятными заявлениями выступили крупные правые политики, в том числе Доминик де Вильпен и Франсуа Фийон. Вновь было сказано о высоких моральных качествах Пьера Лефрана, его военных заслугах, искренности республиканских убеждений, верности генералу де Голлю.